# Geophagus camopiensis
Geophagus camopiensis är en fiskart som beskrevs av Pellegrin, 1903. Geophagus camopiensis ingår i släktet Geophagus och familjen Cichlidae. Inga underarter finns listade i Catalogue of Life.